# Laura Petri
Ingrid Laura Hildur Petri, född 7 juli 1879 i Halmstad, död där 2 augusti 1959, var en svensk författare. Hon var syster till Alma Petri.
Laura Petri tillhörde 1902-1913 Frälsningsarmén och blev 1925 filosofie doktor vid Lunds universitet med avhandlingen Catherine Booth och salvationismen. Bland hennes övriga skrifter märks John Wesley (1918, 2:a upplagan 1929) och Kroppar och själar (1930, 6:e upplagan 1931).